# Gebandeerde stompkopgarnaal
De gebandeerde stompkopgarnaal (Philocheras fasciatus) is een garnalensoort uit de familie van de Crangonidae. De wetenschappelijke naam van de soort werd als Crangon fasciatus in 1816 gepubliceerd door Risso.
In juni 2017 is de garnaal aangetroffen in de Oosterschelde. Dit was de eerste keer dat de garnaal in Nederlandse wateren werd gevonden. De naam "gebandeerde stompkopgarnaal" verwijst naar het ontbreken van een doorgaans aanwezige naaldvormige stekel op de kop van garnalen.